# 서일초등학교
서일초등학교 대한민국 광주광역시 북구에 있는 초등학교다. 
대표적으로는 방탄소년단 제이홉(J-HOPE) 이 졸업한 학교이다. 
삼호아파트, 동아아파트, 벽산아파트, 대림2차아파트, 청솔3차아파트 등이 서일초등학교의 통학구역이며, 2025년 초에 생긴  북구에서 계획한 호프스트리트 일곡동 부근에 미래길이라는 길로 이름이 새로 생겼다. 
또한 광주광역시 광주지하철 2호선의 종점역이 건설되는 일곡동에 위치하여 교통, 교육, 안전, 행정, 금융에 편리한 구도를 가지고 있다. 

## 학교 연혁
- 1995. 11. 08 서일 초등학교 설립 인가
- 1998. 03. 01 서일 초등학교 개교
- 1998. 03. 01 초대 김행자 교장 취임
- 1999. 03. 02 ~ 2000. 02. 29 열림 교육 시범학교 운영(교육부지정)
- 2000. 03. 02 ~ 2002. 02. 28 교육정보화 연구 시범학교 운영(시지정)
- 2002. 03. 01 제2대 문종안 교장 취임
- 2003. 03. 02 ~ 2004. 02. 28 교육행정정보시스템 활용 연구시범학교운영(시지정)
- 2004. 03. 01 제3대 김용선 교장 취임
- 2005. 03. 01 ~ 2007. 02. 28 육상선수육성 연구학교(시지정)
- 2006. 09. 01 제4대 이길택 교장 취임
- 2008. 03. 01 ~ 2009. 02. 28 학교체육 시범학교 지정(교과부지정)
- 2009. 03. 01 제5대 권병현 교장 취임
- 2012. 09. 01 제6대 문두석 교장 취임
- 2012. 03. 01 ~ 2013. 02. 28 체력증진 연구학교(시지정)
- 2013. 03. 01 ~ 2014. 02. 28 학교평가 우수학교
- 2013. 03. 01 ~ 2014. 02. 28 교육과정 우수학교
- 2013. 03. 01 ~ 2014. 02. 28 광주환경교육 대상
- 2013. 03. 01 ~ 2014. 02. 28 방과 후 학교 우수상
- 2013. 03. 01 ~ 2014. 02. 28 바른 인성교육 실천사례 연구대회 최우수상
- 2013. 03. 01 ~ 2014. 02. 28 교육력 제고 중점 학교
- 2014. 03. 01 제7대 윤완근 교장 취임
- 2015. 02. 17 제17회 졸업식(졸업생 134명, 총 졸업생 3300명)